# 濵田酒造
濵田酒造株式会社（はまだしゅぞう）は、鹿児島県いちき串木野市に本社及び工場を置く日本の酒類醸造会社。焼酎、リキュール類の製造・販売を行っている。
1868年（明治元年）創業、1951年法人改組。
2018年（平成30年）の売上高は129億円で、日本の焼酎メーカー全体で6位。

## 歴史
濵田雄一郎が代表取締役専務として入社した1975年7月には年商1億2000万円ほどの規模であった。しかし、長い間取引していた地元の有力な特約店の実質的な営業活動を濵田酒造が行っていたことなどが原因で、出荷量が増えると販売管理費も増え、結果的に利益が減るという構造に陥っていた。雄一郎は1977年に特約店との取引を取りやめ、自社で卸売を成立させた。このことにより、特約店の制約で鹿児島県でしか販売できなかった点が解消され、九州全域、日本国中へ販路を拡大する。
1984年3月には東京支店を開くが失敗する。その後、本格焼酎ブームもあり、2002年9月には販売力強化を目的としてサントリーに対して「濵田酒造の本格焼酎を濵田ブランドとして扱う」という条件での業務提携の申し入れを行う。その半年後にサントリーによる取扱いが開始された。
2019年、世界的な酒類コンテストの「IWSC2019」にて、「だいやめ」が焼酎部門における最高賞「トロフィー」を受賞。

## 銘柄
- 薩州 赤兎馬（芋焼酎）
- 隠し蔵（麦焼酎） - モンドセレクションにて金賞及び最高金賞受賞。
- 海童（芋焼酎）
- 濵田屋 伝兵衛（芋焼酎）
- 薩摩富士（芋焼酎）
- 薩州正宗（日本酒）ほか。
- だいやめ - 2019年のインターナショナル・ワイン・アンド・スピリッツ・コンペティションにて焼酎部門最高賞を受賞。

## 本社・工場・支店
- 本社： 鹿児島県いちき串木野市湊町4-1
- 焼酎蔵薩洲濵田屋伝兵衛： 鹿児島県いちき串木野市湊町4-1
- 串木野工場 (傳蔵院蔵) ： 鹿児島県いちき串木野市西薩町17-7
- 薩摩金山蔵： 鹿児島県いちき串木野市野下13665
- 営業本部
  - 東京支店： 東京都中央区日本橋本町1-2-6 日本橋本町スクエア3F
  - 仙台支店： 宮城県仙台市青葉区本町1-5-28 カーニープレイス仙台駅前通303号室
  - 名古屋支店： 愛知県名古屋市熱田区沢上2丁目6番5号 ガルデンハイツⅡ1F
  - 大阪支店： 大阪府大阪市中央区平野町1-8-13 平野町八千代ビル7階
  - 福岡支店： 福岡県福岡市中央区天神3-14-31 天神リンデンビル5階
  - 鹿児島支店： 鹿児島県いちき串木野市湊町4-1

## グループ会社
- 若松酒造
- 西平本家
- 柏露酒造
- 朝妻酒造
- 藤﨑摠兵衛商店

- 酒のキンコー
- 薩摩金山蔵

## 濵田酒造とゆかりがある有名人
- 河島英五
- 桑名正博
- ジミー入枝
- 虎牙光揮 - 2006年夏頃に放映されていた、CMに出演していた。
- 加治木均 - 同上。
- クロード・チアリ - 2006年11月18日に薩摩金山蔵でギターコンサートの公演があった。
- 片山右京 - 2007年5月1日に薩摩金山蔵と焼酎蔵薩洲濵田屋伝兵衛を見学された。
- 杉山清貴
- 笑福亭鶴瓶 - 2017年2月20日に放送された、NHK総合テレビの鶴瓶の家族に乾杯のロケで、焼酎蔵薩洲濵田屋伝兵衛を訪れた。
- 迫田孝也